# Mid Europa Partners
Mid Europa Partners (MEP) este un fond de investiții care activează în Europa Centrală și de Est.
În septembrie 2009, MEP a devenit acționarul majoritar al companiei ungare Invitel, care deține în România furnizorul de servicii de comunicații Euroweb România.
Invitel, fostul Hungarian Telephone and Cable Corp. (HTTC), este numărul doi pe telefonie fixă și internet broadband în Ungaria.
Fondul mai deține companiile UPC Slovenia, numărul unu pe cablu TV și internet broadband din această țară, ITV, un operator de televiziune prin satelit din Bulgaria, precum și Falcon Group, care are 39,2% din acțiunile T-Mobile Cehia și 100% din Ceske Radiokomunikace.
Fondul de investiții MEP a construit o platformă de televiziune prin satelit care acoperă mai multe țări din regiune, respectiv Serbia, Slovenia, Muntenegru, Bosnia & Herțegovina, Croația și Macedonia.